# 佐野幸穂
佐野 幸穂（さの ゆきほ、1982年9月4日 - ）は、テレビ金沢 (KTK) のアナウンサー。

## 来歴
埼玉県熊谷市出身。東洋大学経済学部卒業。同大学卒業後、2006年4月にテレビ金沢に入社。同期の竹村優香、丹羽真由実、松濤まりとともに同局のアナウンサーになる。
結婚後、2015年11月から産休をとり、2016年1月に第1子を出産。育休期間を経て、2017年1月に職場復帰した。2020年12月から2度目の産休をとり、2021年2月に第2子を出産した、2022年3月に職場復帰した。

## 担当番組
- びービーみつばち - 「ラララ白山」担当（ - 2009年3月）、「学校物語」ナレーター[4]
- いしかわ大百科 - ナレーター
- 北國新聞ニュース
- テレビ金沢ニュース
- ユッキーのエコで幸せ！お帰りなさ〜い（2007年10月 - 2009年3月）
- となりのテレ金ちゃん - 「金沢駅で逢いましょう」「いきなり生中継」「めざせ！シネマの星」「おで活！」「教えて！店長ベスト3」「なぞのほそ道」担当、MC（2017年1月 - 2019年3月、2022年4月 - ）
- 花のテレ金ちゃん - 「花を贈ろう」「ゆきほの語り部屋」「週末おうち上手」担当、MC（2013年4月 - 2015年9月、2019年4月 - 2020年12月）
- 新金沢小景 - ナレーター